# Халимоново
Халимо́ново (укр. Халимонове) – село, расположенное на территории Бахмачского района Черниговской области (Украина). Расположено на берегу реки Бахмач.
Население составляет 880 жителей (2006 год). Плотность населения — 5 827,81 чел/кв.км.
Впервые упоминается в 1695 году.
Село Халимоново находится примерно в 19 км к северо - востоку от центра города Бахмач. Средняя высота населённого пункта — 144 м над уровнем моря. Село находится в зоне умеренно континентального климата.
Национальный состав представлен преимущественно украинцами, конфессиональный состав — христианами.